# Sarnitsa
Sarnitsa (Bulgaars: Сърница) is een klein stadje en een gemeente in de Bulgaarse oblast Pazardzjik. Sarnitsa is op 16 september 2003 uitgeroepen tot stad, daarvoor was het officieel nog een dorp. Tevens is Sarnitsa de hoofdplaats van de nieuwe gemeente Sarnitsa, die zich op 1 januari 2015 (inclusief twee dorpen) heeft afgescheiden van de gemeente Velingrad. 

## Bevolking
Op 31 december 2019 telde de stad Sarnitsa 3.382 inwoners, terwijl de gemeente Sarnitsa, samen met de twee nabijgelegen dorpen, 4.709 inwoners had. De dorpen Medeni Poljani (Bulgaars: Медени поляни) en Pobit Kamak (Bulgaars: Побит камък) behoren administratief gezien tot de gemeente Sarnitsa. 
| Leeftijd            | Totaal | 0-9 | 10-19 | 20-29 | 30-39 | 40-49 | 50-59 | 60-69 | 70-79 | 80+ |
| ------------------- | ------ | --- | ----- | ----- | ----- | ----- | ----- | ----- | ----- | --- |
| Sarnitsa (stad)     | 3579   | 360 | 437   | 553   | 489   | 635   | 517   | 320   | 207   | 61  |
| Sarnitsa (gemeente) | 4950   | 520 | 667   | 742   | 668   | 855   | 687   | 437   | 279   | 95  |

### Bevolkingssamenstelling
In tegenstelling tot de rest van Bulgarije bestaat het merendeel van de inwoners Bulgaarssprekende moslims, ook wel Pomaken genoemd in de volksmond. 

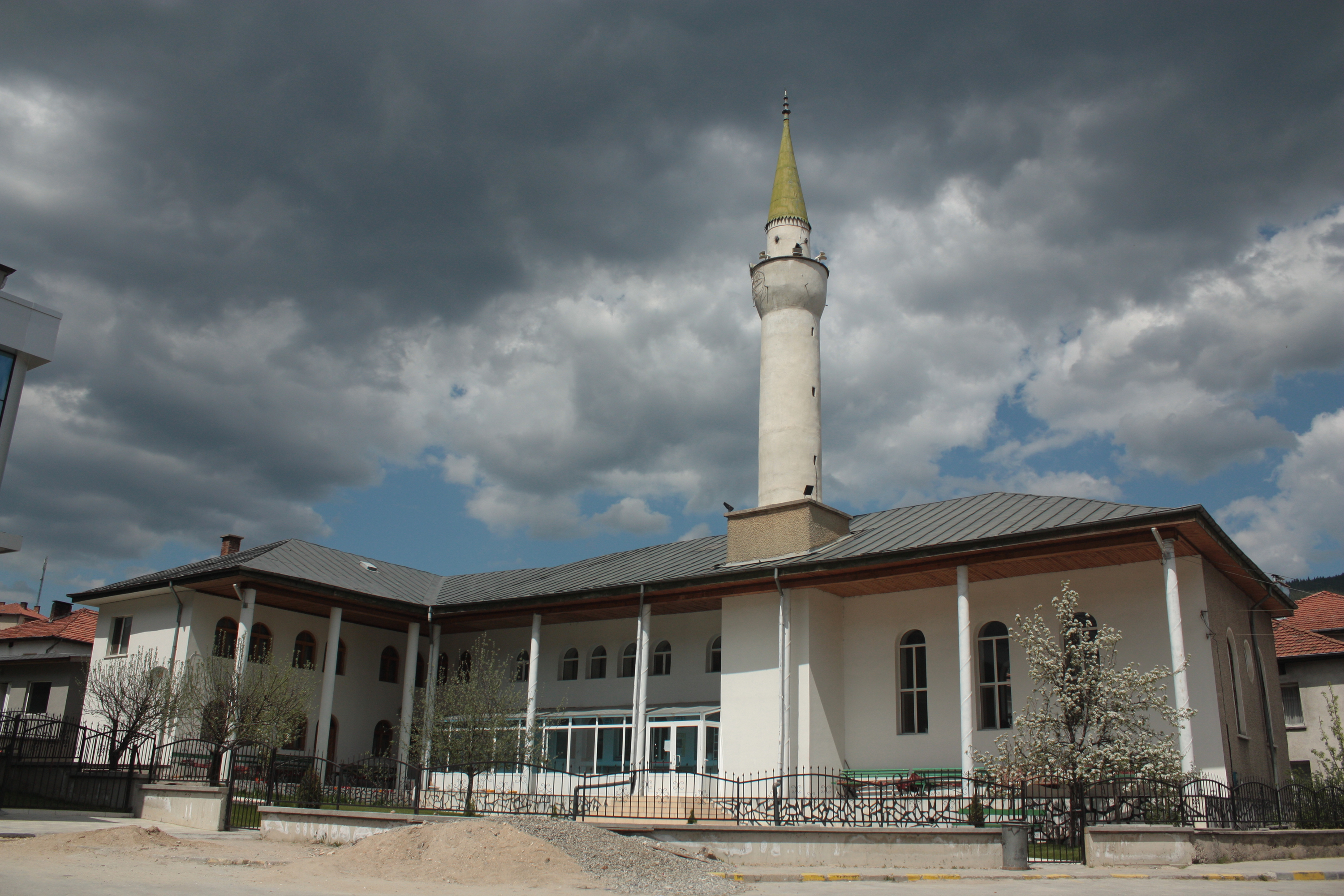
De moskee van Sarnitsa